# Aldehyd 3-fosfoglicerynowy
Aldehyd 3-fosfoglicerynowy (GAP, PGAL) – organiczny związek chemiczny z grupy estrów kwasu fosforowego, ufosforylowana postać aldehydu glicerynowego.
Jako produkt pośredni fotosyntezy ma istotne znaczenie w fazie ciemnej, w wyniku której syntezowana jest glukoza i inne węglowodany. W procesie glikolizy jest produktem pośrednim, który ulega wieloetapowemu utlenianiu do pirogronianu w połączeniu z tworzeniem wysokoenergetycznych wiązań fosforanowych w postaci ATP i redukcją NAD+ do NADH + H+.
Aldehyd 3-fosfoglicerynowy jest również produktem pośrednim procesu glukoneogenezy (1,3-BPG ⇌ GAP ⇌ F-1,6-BP).